# Burgstelle Wildberg

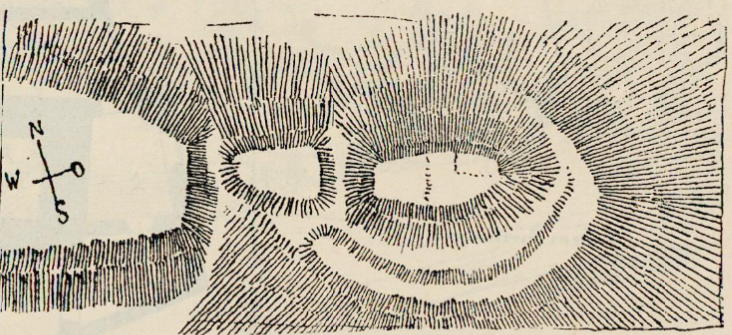
Grundplanskizze der Burgstelle Wildberg

Die Burgstelle Wildberg, auch Wilberg, Neu-Wildberg im Gegensatz zu Alt-Wildberg, Hagherrenschloss oder Schloss Wildberg genannt, ist eine abgegangene mittelalterliche Höhenburg bei Russikon im Kanton Zürich in der Schweiz. Es sind noch schwache Mauerresten sichtbar.

## Lage
Die zweiteilige Wehranlage befand sich auf einer Höhe von 756 m ü. M. auf dem Gipfel des Schlossbergs, der zwischen dem Kempttal und dem Tösstal liegt. Der Dorfkern von Gündisau, das zur Gemeinde Russikon gehört, liegt etwa 800 Meter südlich der Burgstelle, derjenige von Madetswil etwa 1,2 Kilometer nordwestlich. Die Burgstelle ist von Madetswil aus mit einem 20 Minuten langen Fussmarsch zu erreichen, bei dem 150 Höhenmeter zu überwinden sind. Angeblich war die Anlage mit einem unterirdischen Gang mit der Burgstelle Alt-Wildberg verbunden, wobei dies wohl eher in das Reich der Sagen gehört.

## Geschichte
Das Geschlecht der Wildberger wird 1257 erstmals erwähnt. Die Dienstleute des Klosters St. Gallen hatten den Wohnsitz auf der Burg Wildberg. Sie sind nicht zu verwechseln mit dem Geschlecht gleichen Namens, das sein Sitz auf in Jonschwil hatte.
Die Burg auf dem Schlossberg wurde wahrscheinlich von Walter von Wildberg errichtet, damals noch ohne d geschrieben, da sich der Namen eventuell von Wila im Tösstal ableitete. Um 1300 war sie Sitz von Johann I. von Wildberg. Nachdem dem Burgherr um 1320 ein minderjähriger Sohn in einem Bach gegen Russikon ertrunken war und im gleichen Jahr die Burg Alt-Wildberg abgebrannt war, verkaufte Johann I. die Burg an die Hettlinger, die Gefolgsleute der Kyburger waren. Ende des 14. Jh. verkauften diese die Burg an die Bonstetter, die ihren Hauptsitz auf dem Schloss Uster hatten und Gefolgsleute der Habsburger waren. Danach sind die Besitzverhältnisse unklar, den die Burg schien wieder an die Hettlinger zurückgegangen zu sein. Heinrich VI. von Hettlingen schloss als Burgherr von Wildberg einen Burgrechtsvertrag mit der Zürich – eine Bindung, die auch von seinem Sohn aufrechterhalten wurde. Dies führte dazu, dass die Burg im Alten Zürichkrieg von Schwyzer-Truppen erobert und zerstört wurde.

### Sage
In der zweiten Hälfte des 13. Jahrhunderts lebte einer Sage zufolge ein gewalttätiger Raubritter mit Namen Diethelm von Griessenberg in der Wildberger Burg zu Gündisau. Bei einem Wasserfall im Wald, dem Steiland Giess⊙, wohnte damals der arme Bauer Meinrad Bünzli. Im Sommer 1291 floh des Bauers jüngste Schwester, da ihr der Freiherr von Breitenlandenberg nachstellte. Als der Raubritter von der Jungfrau erfuhr, trat er in die Bauershütte und schnappte sich lachend das wehrlose Geschöpf. Als Meinrad das sah, wurde er wütend und holte den Räuber ein, worauf es zu einer Schlägerei kam. Das Mädchen wollte flüchten und stürzte den Giessen herunter und starb. Wütend wollte der Räuber Meinrad erschlagen, doch dieser stiess ihn auch den Giessen herunter. Der Bauer stieg zu den beiden hinunter und tötete in blinder Wut den noch lebenden Räuber. Die Bevölkerung von Wildberg verbündete sich mit den umliegenden Dörfern, bewaffnete sich mit Sensen und Spiessen, um gleich das ganze Räubergesindel in der Burg auszulöschen. Sie umstellten die Burg, und als die übrigen Räuber sich um Diethelm sorgten und ihn suchen wollten, wurden sie von den Dorfbewohnern überfallen. Danach zündeten die Wildberger die Burg an. In den Trümmern wurde der Raubritter begraben und man sagt sich heute, wenn man an dieser Stelle kräftig mit dem Fuss aufstampft, höre man ein dumpfes unterirdischen Dröhnen. Unter dem Boden soll es eine Höhle oder ein Gewölbe geben, das die geraubten Schätze Diethelms hütet.

## Bauwerk
Die Wehranlage befand sich am nordöstlichen Ende eines bewaldeten Höhenzuges und war gegen diesen durch einen Halsgraben geschützt. Hinter dem Graben befand sich ein trapezförmiges Vorwerk, das von der Kernburg durch einen weiteren Graben abgetrennt war. Diese stand auf einer ungefähr 33 × 16 Meter messenden Fläche, die in zwei Bereiche geteilt war. Auf dem etwas höher gelegenen westlichen Teil befand sich ein aus grossen Steinblöcken gebauter Turm, auf dem etwas tiefer gelegenen östlichen Teil befand sich der Wohnbereich. Um die Kernburg verlief auf der Süd- und Ostseite ein Graben und ein Wall.